# Nederlandse kampioenschappen indooratletiek 1980
De Nederlandse kampioenschappen indooratletiek 1980 werden op 2 en 3 februari in de IJsselhal in Zwolle gehouden.
Tijdens deze kampioenschappen was hoogspringer Ruud Wielart de enige die zich met een sprong over 2,20 m rechtstreeks kwalificeerde voor de EK indoor in Sindelfingen in maart. Een zestal andere atleten zat echter zo dicht bij de voor hen geldende limieten, dat ook zij het voordeel van de twijfel kregen. Als verklaring hiervoor werd door de KNAU aangevoerd, dat de mogelijkheid om aan een limiet te voldoen negatief werd beïnvloed door de matige kwaliteit van de Zwolse indooraccommodatie. 

## Uitslagen

### 60 m
| rang   | atleet             | prestatie |
| ------ | ------------------ | --------- |
| Goud   | Raymond Heerenveen | 6,98 s    |
| Zilver | Mark van der Krogt | 6,98 s    |
| Brons  | Theo Kuyvenhoven   | 7,05 s    |

| rang   | atlete       | prestatie |
| ------ | ------------ | --------- |
| Goud   | Els Vader    | 7,50 s    |
| Zilver | Martha Derby | 7,56 s    |
| Brons  | Elly Henzen  | 7,64 s    |

### 400 m
| rang   | atleet          | prestatie |
| ------ | --------------- | --------- |
| Goud   | Ad van der Meer | 50,06 s   |
| Zilver | Gerard Verkaart | 50,68 s   |
| Brons  | Bob Mahieu      | 50,87 s   |

| rang   | atlete          | prestatie |
| ------ | --------------- | --------- |
| Goud   | Tilly Verhoef   | 54,95 s   |
| Zilver | Olga Commandeur | 56,34 s   |
| Brons  | Cobi Körmeling  | 56,75 s   |

### 800 m
| rang   | atleet          | prestatie |
| ------ | --------------- | --------- |
| Goud   | Arno Körmeling  | 1.54,0    |
| Zilver | André Fenneman  | 1.55,4    |
| Brons  | Rob Nieuwenhuis | 1.55,6    |

| rang   | atlete          | prestatie |
| ------ | --------------- | --------- |
| Goud   | Elly van Hulst  | 2.10,9    |
| Zilver | Rona Keller     | 2.13,5    |
| Brons  | Wilma Zukrowski | 2.14,0    |

### 1500 m
| rang   | atleet     | prestatie |
| ------ | ---------- | --------- |
| Goud   | Joost Borm | 3.47,6    |
| Zilver | Klaas Lok  | 3.49,0    |
| Brons  | Kor Louws  | 3.51,0    |

| rang   | atlete         | prestatie |
| ------ | -------------- | --------- |
| Goud   | Tineke Kluft   | 4.26,9    |
| Zilver | Elly van Hulst | 4.29,7    |
| Brons  | Karin de Nijs  | 4.31,0    |

### 3000 m
| rang   | atleet       | prestatie |
| ------ | ------------ | --------- |
| Goud   | Klaas Lok    | 8.12,9    |
| Zilver | Rudy Verriet | 8.18,4    |
| Brons  | Jo Schout    | 8.20,4    |

| rang   | atlete            | prestatie |
| ------ | ----------------- | --------- |
| Goud   | Carla Beurskens   | 9.29,9    |
| Zilver | Brigitte de Nijs  | 9.55,5    |
| Brons  | Frederike Sieders | 10.03,2   |

### 3000 m snelwandelen
| rang   | atleet               | prestatie |
| ------ | -------------------- | --------- |
| Goud   | Hans van der Knaap   | 13.58,8   |
| Zilver | Frank van Ravensberg | 14.01,5   |
| Brons  | Imco van der Wal     | 14.08,3   |

### 60 m horden
| rang   | atleet          | prestatie |
| ------ | --------------- | --------- |
| Goud   | Bert Knollema   | 8,19 s    |
| Zilver | Frans Krechting | 8,33 s    |
| Brons  | Jan Harland     | 8,46 s    |

| rang   | atlete          | prestatie |
| ------ | --------------- | --------- |
| Goud   | Tineke Hidding  | 8,70 s    |
| Zilver | Sylvia Barlag   | 8,74 s    |
| Brons  | Anke van Heijst | 8,84 s    |

### hoogspringen
| rang   | atleet         | prestatie |
| ------ | -------------- | --------- |
| Goud   | Ruud Wielart   | 2,20 m    |
| Zilver | Aldo Uijldert  | 2,00 m    |
| Brons  | Kees Verspaget | 2,00 m    |

| rang   | atlete          | prestatie |
| ------ | --------------- | --------- |
| Goud   | Mirjam van Laar | 1,81 m    |
| Zilver | Pauline Groen   | 1,78 m    |
| Brons  | Joke de Jong    | 1,78 m    |

### hink-stap-springen
| rang   | atleet                | prestatie |
| ------ | --------------------- | --------- |
| Goud   | Peter van Leeuwen     | 15,56 m   |
| Zilver | Roy Sedoc             | 15,16 m   |
| Brons  | Anne-Jan van der Veen | 14,62 m   |

### polsstokhoogspringen
| rang   | atleet            | prestatie |
| ------ | ----------------- | --------- |
| Goud   | Frans van der Ham | 4,60 m    |
| Zilver | Eltjo Schutter    | 4,60 m    |
| Brons  | Hans van der Pal  | 4,60 m    |

### verspringen
| rang   | atleet            | prestatie |
| ------ | ----------------- | --------- |
| Goud   | Frans Krechting   | 7,21 m    |
| Zilver | Bert Lambeck      | 7,10 m    |
| Brons  | Peter van Leeuwen | 7,05 m    |

| rang   | atlete           | prestatie |
| ------ | ---------------- | --------- |
| Goud   | Tineke Hidding   | 6,18 m    |
| Zilver | Edine van Heezik | 6,06 m    |
| Brons  | Sylvia Barlag    | 5,87 m    |

### kogelstoten
| rang   | atleet            | prestatie |
| ------ | ----------------- | --------- |
| Goud   | Harm Hummel       | 15,22 m   |
| Zilver | Rob Hermans       | 15,14 m   |
| Brons  | Jerome van Geffen | 14,87 m   |

| rang   | atlete                 | prestatie |
| ------ | ---------------------- | --------- |
| Goud   | Elly van Beuzekom-Lute | 13,32 m   |
| Zilver | Tine Schenkels         | 12,96 m   |
| Brons  | Dini Bom               | 12,67 m   |

1969 · 
1970 · 
1971 · 
1972 · 
1973 · 
1974 · 
1975 · 
1976 · 
1977 · 
1978 · 
1979 ·
1980 · 
1981 · 
1982 · 
1983 · 
1984 · 
1985 · 
1986 · 
1987 · 
1988 · 
1989 · 
1990 · 
1991 · 
1992 · 
1993 · 
1994 · 
1995 · 
1996 · 
1997 · 
1998 · 
1999 · 
2000 · 
2001 · 
2002 · 
2003 · 
2004 · 
2005 · 
2006 · 
2007 · 
2008 · 
2009 · 
2010 · 
2011 · 
2012 · 
2013 · 
2014 ·
2015 ·
2016 ·
2017 ·
2018 ·
2019 · 
2020 · 
2021 · 
2022 · 
2023 · 
2024 · 
2025